# 核生成

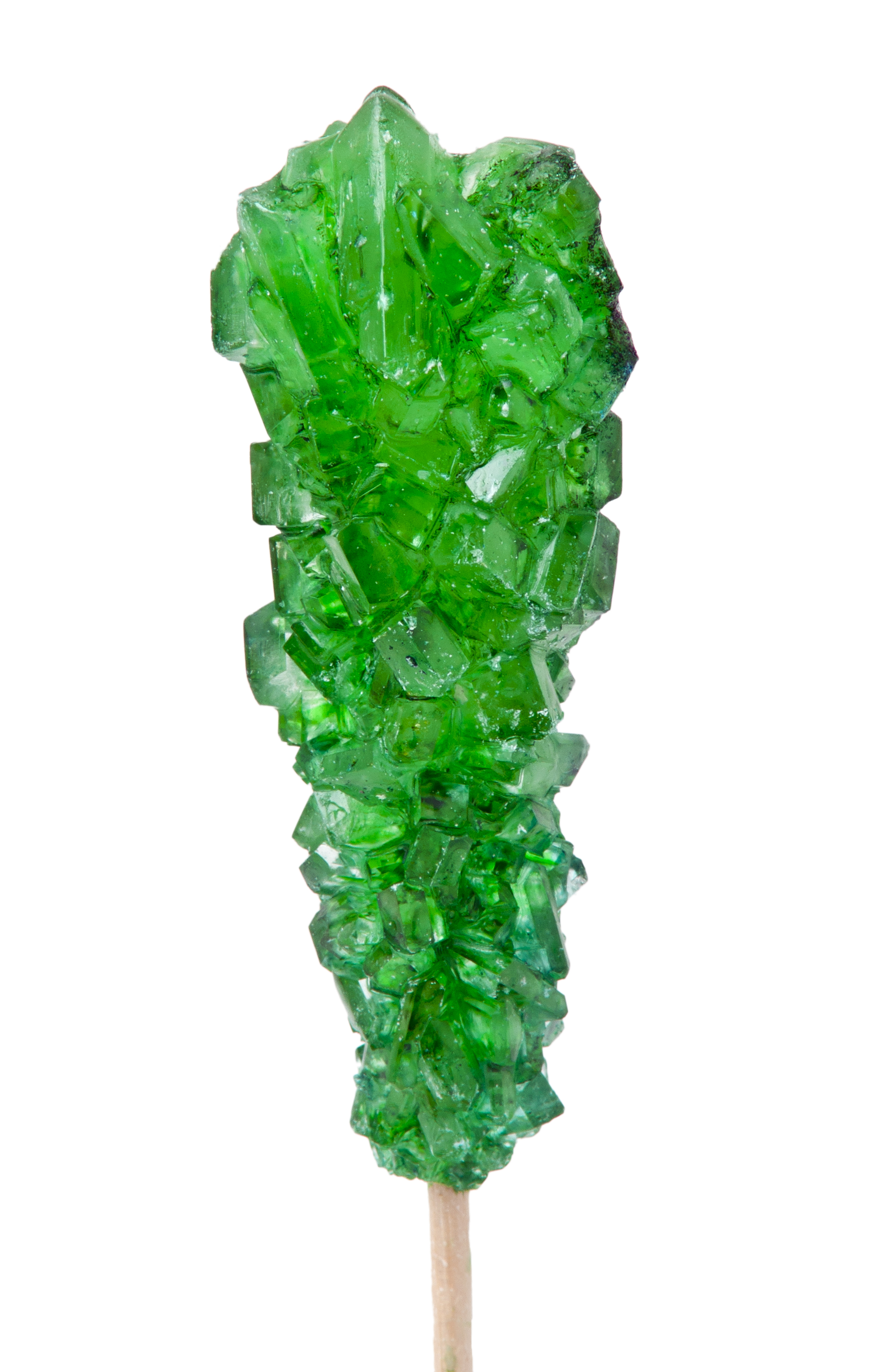
Rock candy。過飽和の砂糖水につけた棒の表面で核生成が起こり、大きな結晶が成長する。

核生成（Nucleation）とは、非常に局所的な領域で、異なる熱力学的相が出現することである。核形成とも呼ばれる。例えば、液体中では結晶・ガラス領域・気体の泡などの発生が実例として挙げられる。一般に知られている例としてはメントスガイザーがある。空孔クラスタの発生にも関わっており、半導体産業などで重視される。飽和水蒸気から液滴が形成される現象も核生成の一種であり（雲凝結核）、人工降雨のプロセスや泡箱・霧箱のような実験器具とも深く関連している。例外は存在するが（電気化学的核生成）、ほとんどの核生成過程は物理的な現象であり、化学的現象ではない。
通常、この現象は核生成部位と呼ばれる、流体と表面が接している場所で起こる。懸濁物や微小な気泡の表面でも発生する。このようなタイプの核生成は不均質核生成 (heterogeneous nucleation) と呼ばれるが、明確な核生成部位のない均質核生成 (homogeneous nucleation) も存在する。均質核生成は自発的・ランダムに起こるが、これには過熱・過冷却が必要である。

## 例
- 高層大気では雲凝結核の供給量が少ないことなど、気象学では重要な概念である（人工降雨も参照）。
- ナノ粒子の結晶化過程に関連しており[1]、気相プロセスでの合成において重要である。
- 天然・人工を問わず、均質な溶液からの結晶化プロセスは核生成から始まる[要出典]。
  - 酢酸ナトリウムを用いたエコカイロでは、金属板を折り曲げる際のキャビテーションを核生成中心として利用し、結晶化を引き起こしている。

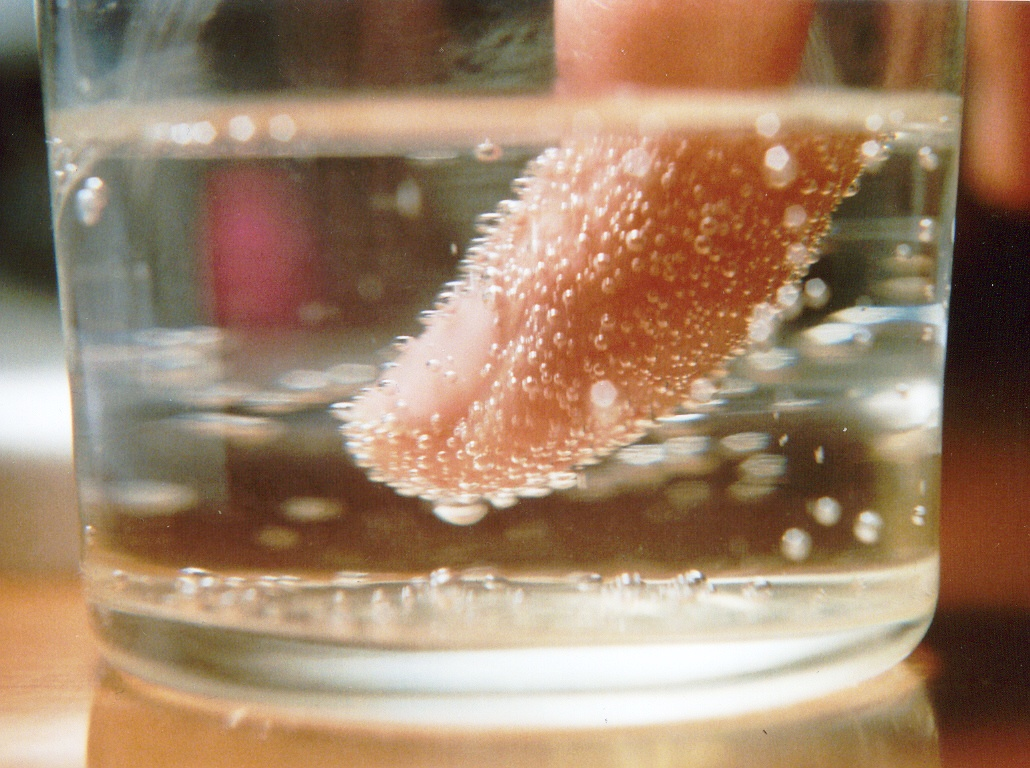
指に付いたCO_{2}の泡。

- 炭酸水が常圧下に置かれると、すぐに核生成により二酸化炭素の泡が発生する。このように核生成は界面の存在によって促進され（不均質核生成）、沸騰石やRock candy（上の写真）などの例がある。メントスガイザー（メントスコーラ）は劇的な事例である。
  - シャンパンステアラーにはこれを応用した製品があり、表面積や角の多い形状によって炭酸を効率的に逃すことができる。
- 液体の圧力が減少した場合、沸点が低下して過熱状態となり、液体のバルク部分で核生成が起きることがある。だがこれよりも、濡れ性の低い容器の表面の亀裂などに小さな気泡が付着し、ここが核生成部位となることが多い。このため、過熱を起こすには容器の表面が滑らかで濡れやすく、液体が脱気されていることが必要になる。
  - 膜沸騰やライデンフロスト効果はバルク部分での均質核生成によって起きる現象である。
- 重合体[2]・合金・セラミックスなどで重要な概念である。
  - 化学・生物物理学では、重合過程の中間体としての多量体の形成にこの言葉が用いられる。これは結晶化やアミロイド形成を説明するモデルとして有用である。
  - 分子生物学では、単量体の小さなクラスタから急速な重合が起こり、ポリマー構造が生成される際の用語として用いられる。 例えば、2分子のアクチンの結合は緩いが、3分子目が結合することで安定化する。この三量体にさらに分子が結合し、核生成部位ができる。これは微小繊維の重合過程において律速段階となっている。

## 機構

### 均質核生成
均質な溶液中での核生成は起こりにくい過程であるが、均質核生成と呼ばれる。形成された核は新しい相との境界面を提供することになる。
液温が不均質核生成温度（融点）を下回るが、均質核生成温度（純物質の凝固点）を上回っている状態のことを、過冷却という。これはアモルファス固体のような準安定状態の構造を作る時に役立つが、プロセス化学や鋳造においては望ましくない状態である。過冷却により過飽和状態が生じ、核生成の駆動力となる。これは形成された固体内の圧力が液体の圧力より小さい場合に起こり、液体と固体間での単位体積あたりの自由エネルギー {\displaystyle G_{v}} の変化をもたらす。この変化量は、体積が増えることによる自由エネルギー獲得と新たな表面の表面エネルギーによるエネルギー損失の差として決定される。全体としての自由エネルギー変化 {\displaystyle \Delta G} が負になったとき、核生成が起こる。
核が小さすぎると（不安定核、または幼核 "embryo"）、体積増加によるエネルギーが表面エネルギーを上回ることができず、核生成は促進されない。核の大きさはその半径によって表されるが、これが臨界半径 r=r* を超えると核生成が促進されるようになる。
クラスタ形成時に単位体積あたり -Gv J（ここで Gv は負）のエネルギーが獲得されるが、新たに生成する単位面積あたり σ のエネルギーを損失するとしたとき、半径rのクラスタの形成に必要なエネルギーは次のようになる。
{\displaystyle \Delta G=-{\frac {4}{3}}\pi r^{3}G_{v}+4\pi r^{2}\sigma }
初項は体積増加によるエネルギー獲得、第二項は新しい表面の表面張力({\displaystyle \sigma })によるエネルギー損失を示す。
このクラスタに分子を加えるにはエネルギーが必要である（{\displaystyle {\frac {dG}{dr}}>0}であるため）が、半径が臨界半径
{\displaystyle r^{*}=-{\frac {2\sigma }{G_{v}}}}
に達すると {\displaystyle {\frac {dG}{dr}}=0} となる。

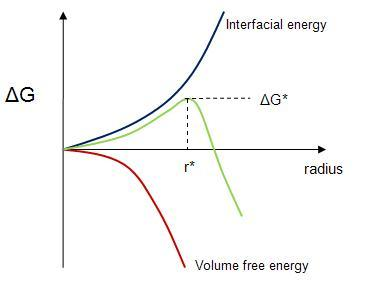
横軸は半径、縦軸は自由エネルギー変化。臨界半径は r*で示されている

臨界半径より大きいクラスタへの分子の付加では自由エネルギーが獲得されるため、これ以降のクラスタの成長は核生成ではなく拡散によって制限されることになる。
臨界半径のクラスタの生成に必要な自由エネルギーは
{\displaystyle \Delta G^{*}={\frac {16\pi \sigma ^{3}}{3(G_{v})^{2}}}}
となり、この点で {\displaystyle \Delta G} は最大、{\displaystyle dG/dr=0}となる。
{\displaystyle \Delta G_{v}} を平衡温度, 融解熱 ({\displaystyle \Delta H_{v}})の式で表すと、
{\displaystyle \Delta G_{v}=\Delta H_{v}-T\Delta S_{v}}
融点{\displaystyle T_{m}}での平衡点 ({\displaystyle \Delta G_{v}=0}) でこの式を評価すると、
{\displaystyle \Delta S_{v}={\frac {\Delta H_{v}}{T_{m}}}}
{\displaystyle \Delta S_{v}} を以前の式に代入すると、
{\displaystyle \Delta G_{v}=\Delta H_{v}-T({\frac {\Delta H_{v}}{T_{m}}})}
さらに、過冷度 {\displaystyle \Delta T=T_{m}-T} であるため、
{\displaystyle \Delta G_{v}={\frac {\Delta H_{v}}{T_{m}}}\Delta T}
となる。一旦この点を越えると、クラスタの成長に伴う新たな表面の形成に十分なエネルギーが供給されるようになる。最終的に新たな熱力学的平衡に達するまで、核は成長していく。
{\displaystyle r^{*}} ・ {\displaystyle \Delta G^{*}}を {\displaystyle \Delta T} を用いて表すと、
{\displaystyle r^{*}={\frac {2\sigma T_{m}}{\Delta H_{s}}}{\frac {1}{\Delta T}}}
{\displaystyle \Delta G^{*}={\frac {16\pi \sigma ^{3}T_{m}^{2}}{3\Delta H_{s}^{2}}}{\frac {1}{(\Delta T)^{2}}}}
これは、過冷度が大きいほど相変態が促進され、臨界半径・エネルギーが小さくなることを意味している。

### 不均質核生成
通常、均質核生成よりも不均質核生成の方が発生しやすい。これは不純物・容器の壁などとの境界面で発生し、均質核生成よりも低いエネルギーで核生成が起こる。このような場所では、表面エネルギーが低くなることでエネルギー障壁が低下するために核生成が促進される。これは濡れ性と強く関連しており、接触角が 0°に近いほど核生成をより強く促進する。
これに必要な自由エネルギーは、均質核生成の際のエネルギーと、接触角の関数との積になる。
{\displaystyle \Delta G_{\mathrm {heterogeneous} }\ =\Delta G_{\mathrm {homogeneous} }*f(\theta )}
ここで、{\displaystyle f(\theta )\ ={\frac {1}{2}}-{\frac {3}{4}}cos\theta +{\frac {1}{4}}cos^{3}\theta }

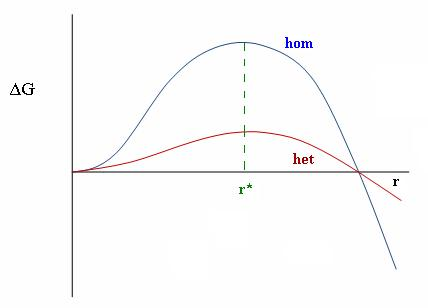
エネルギー障壁の差

エネルギー障壁が低下しているため、必要な過冷度も小さくなる。接触角がクラスタ形状に影響するために、臨界半径は変化しないがクラスタの体積は小さくて済む。
不均質核生成の場合は、壁と流体が離れることで解放されるエネルギーも重要である。例えばペットボトルの表面にCO2の泡が形成されるような場合、水とボトルの接触面が離れることで解放されるエネルギーは、泡と水・泡とボトルの接触面を形成するエネルギーとなる。同じ現象が沈殿粒子の結晶粒界の形成で見られる。また、これは均質核生成に依存する現象である、金属の時効を妨げる。

### 核生成速度
核生成速度 I は臨界クラスタの平均数 n* とクラスタの拡散速度{\displaystyle \beta }に依存する。
{\displaystyle I\ =\ n^{*}\beta }
n*は
{\displaystyle n^{*}\ =\ N\exp \left({\frac {-\Delta G^{*}}{k_{B}T}}\right)}
となる。ここで、
- ΔG* ：臨界半径に対応する臨界自由エネルギー
- N ：単位体積あたりの潜在的核生成部位の数
- kB ：ボルツマン定数

一定のサイズに達したクラスタ数は、系の全分子数・クラスタ生成に必要な自由エネルギー・温度の関数となる。クラスタ数は温度と共に増加する。
臨界核に新たな原子が加わる確率は、Volmer-Weber理論によると

{\displaystyle \mathrm {B} \ =\ A\exp \left({\frac {-(Q+\Delta G^{*})}{k_{B}T}}\right)}
となる。ここで A は分子が結合する表面の形状・粒子の振動周波数に依存する係数、Qは分子の移動に必要な活性化エネルギーである。
これにより核生成部位での拡散を考慮することができる。だがこの理論の問題点は、臨界半径以上のクラスタの形成を無視し、クラスタのサイズ分布が一定であると仮定していることである。
核生成速度は
{\displaystyle I(T)\ =\ A\exp \left({\frac {-Q}{kT}}\right)\exp \left({\frac {-16\pi \gamma _{sl}^{3}}{3\Delta H_{s}^{2}}}\cdot {\frac {1}{kT}}\cdot {\frac {T_{m}^{2}}{\Delta T^{2}}}\cdot f(\theta )\right)}
と表される。ここで、
- γ：表面張力.
- ΔHs：単位体積あたりのエンタルピー
- Tm：融点
- θ：接触角

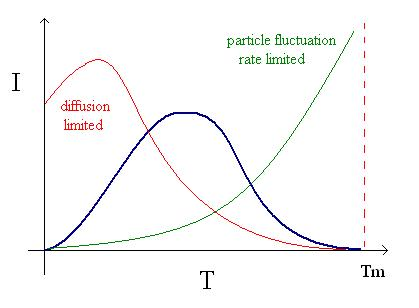
核生成速度

温度が低すぎると拡散速度が低いため、核生成部位に到達する粒子も少なくなり、核生成速度は遅くなる。だが、温度が高すぎると分子が核から抜けだしてしまい、やはり核生成速度は遅くなる。
定常状態での核形成に要する時間 {\displaystyle \tau } は、
{\displaystyle \tau \ =\ {\frac {16h}{\pi }}{\frac {\sigma }{\Delta G_{v}^{2}a^{4}}}\exp \left({\frac {\Delta G}{k_{B}T}}\right)}
という式で表される。ここで a は平均粒子径である。

### スピノーダル領域
相転移過程はスピノーダル分解によっても説明することができる。これは、小さな摂動により系のエネルギーが減少することで自発的な成長が始まる領域に入るまで、相分離が遅れることである。

## 現代的な理論

### 古典理論の問題点
古典的核生成理論 (CNT) には多くの前提条件があるため、実際の問題への応用が制限されている。CNTは分子の巨視的性質を微視的な動きに適用できることを前提としているが、これは10分子程度からなる小さなクラスタの密度・表面張力・飽和蒸気圧などを扱う際に破綻する。また、核周辺での粒子の相互作用も考慮されていない。

### 変更点
ここ50年で収集された実験結果により、新たな核生成モデルが作られている。その一つが Self-consistent theory (SCT) である。この理論によると、
{\displaystyle \Delta G\ =\ (4\pi r^{2}-s)\sigma -(n-1)k_{B}T\ln S}
ここで、
- ΔG：必要な臨界自由エネルギー
- kB ：ボルツマン定数
- S=pv/po：過飽和度
- s：単量体の表面積

この理論のもとでは、核生成速度は
{\displaystyle I_{SCT}\ =\ {\frac {\exp(\sigma s/k_{B}T)}{S}}I}
となる。ここで、I は古典理論で計算された核生成速度である。係数は単量体の表面エネルギーを表す。
別の現代的理論としてDillmann-Meier理論がある。これによると自由エネルギー変化は
{\displaystyle \Delta G\ =\ k_{n}\sigma sn^{2/3}+\tau k_{B}T\ln n-k_{B}T\ln Q_{o}V-nk_{B}T\ln S}
と表される。ここで
- τ・kn ・qo：任意の係数
- V ：系の体積

係数 kn はクラスタの表面エネルギーと巨視的な液滴との差を反映する。第二・第三項は、液滴の自由エネルギー対して並進・振動・回転の自由度を考慮する。第四項は準安定状態の緩和を考慮したものである。多くの研究者は、この方程式によってクラスタ形成のエネルギーに関する重要な知見が得られると考えている。
このような修正によってモデルの適合性は向上しているが、様々な状況に対応できるモデルを作るために研究が続けられている。

## 応用
この現象は、様々な科学技術的側面から注目を浴びている。化学工業では、触媒として金属超分散粉末を調製するような場合にも多用される。例えば、TiO2のナノ粒子に白金を結合させたものを用いると、水からの水素の合成を触媒することができる。また半導体産業では、ギャップ幅が金属ナノクラスタのサイズに影響されるために重要である。

## 実験
実験的に核生成速度を求めるのは難しい場合がある。核生成を起こすには十分な過冷却が必要であるが、その温度では核の成長速度が遅すぎて測定できない場合があるためである。この問題に対しては、Gustav Tammann により開発された方法がある。

この方法では、低温 Tn で核生成を起こし、高温 Tg で結晶を成長させる。条件としては、Tnでの核生成速度がTgでの速度より十分に速いこと（I(Tn)>> I(Tg)）、Tg での成長速度が Tn での速度より十分に遅いこと（U(Tg) >> U(Tn)）が挙げられる。また、高温では臨界半径も大きくなるため、加熱し過ぎるとクラスタは臨界半径に達することができずに溶解してしまう。そのため加熱は慎重に行わなければならない。
Koster はアモルファス金属のための方法を提案している。この方法は結晶の大きさが異なる場合についても考慮しており、成長率からいつ結晶が形成されたか決定することを試みている。これは均質・不均質核生成どちらの場合にも使える。